# 噴火龍
噴火龍是神奇寶貝系列登場的1025種虛構角色（怪獸）中的一種。
雖然噴火龍的中文名字中有龍，但噴火龍並不是龍屬性的神奇寶貝（而是火屬性與飛行屬性），由噴火龍的日文名（リザードン）與英文名（Charizard）可以發現這隻神奇寶貝的名稱來自於「蜥蜴」，也只有中文版命名將其稱為龍。是一种幻想中的生物。现实不存在。
喷火龙是由Atsuko Nishida为第一代口袋妖怪红绿设计的，即日本以外的地方的宝可梦红蓝。其代表歌曲為「charizard's black sky」。

## 特徵
噴火龍擁有橙色的身軀，腹部和腳底是奶油黃，雙翼的正面是湖水色的藍綠而背面是橙色，眼睛亦是湖水色的藍綠。
噴火龍的頭部有兩隻向後延伸的角，雙爪和腳上都有3根指甲。牠還擁有一雙寬大的翅膀和長長的尾巴，尾巴末端像小火龍和火恐龍一樣燃燒著象徵健康和生命的火焰，在生命力下降時火焰會減弱。
噴火龍本身並不帶有龍屬性，而是火屬性和飛行屬性的，能學習許多火屬性和飛行屬性的技能。但噴火龍本身具有西方龍的外表，所以牠能學會許多龍屬性技能。
噴火龍的競爭心十分強烈，會花大量的時間鍛煉自己、尋找對手。牠十分高傲，除非訓練師命令或是挑釁，否則絕不會在一個較弱的對手面前吐出火焰。根據圖鑒的記錄，在噴火龍憤怒的時候，牠尾巴的火焰會變成藍白色；在經歷艱苦的戰鬥之後，牠的火焰溫度會升高；噴火龍擅長火焰和飛行，牠能飛到一千四百公尺高，吐出的火焰足以熔化岩石。不過噴火龍的火焰有時會引發森林大火。

## 遊戲中的噴火龍
起初出現於精靈寶可夢紅／綠版，噴火龍為火屬性及飛行屬性，是火焰寶可夢，普通版編號為006，從火恐龍進化而成，特性為猛火，夢特性為太陽之力。
噴火龍在自精靈寶可夢X/精靈寶可夢Y之後，可以使用超級石進行超級進化，成為超級噴火龍X（屬性：火屬性、龍屬性）/超級噴火龍Y（屬性：火屬性、飛行屬性）。
噴火龍的特徵是擁有火紅色（亦可以說是橙色）的身軀、奶油黃的腹部及腳底、湖水色的藍綠雙翼及長長的帶著火焰的尾巴。
噴火龍在精靈寶可夢劍/盾裡可以使用極巨腕帶進行極巨化變成超極巨噴火龍。

## 動畫中的噴火龍
無印篇－黑白篇
- 無印篇中，主角小智有一隻噴火龍，因為等級過高而拒絕服從命令一陣子，但是在黑白篇時成為隊伍中最可靠的夥伴之一。

無印篇
- 無印篇中，噴火龍山谷的管理人紀珂擁有一隻雌性噴火龍。

超世代篇
- 超世代篇中，彩幽大會64強雙打對戰中選手日向擁有一隻噴火龍。

XY篇
- XY篇中，勁敵艾嵐跟多羅巴都有一隻可以超級進化的噴火龍。

精靈寶可夢 太陽&月亮
- 日月篇中，卡奇也有一隻噴火龍。

寶可夢 旅途
- 旅途篇中，冠軍丹帝擁有一隻噴火龍，可超極巨化。

## 電影中的噴火龍
2019年電影《POKÉMON 名偵探皮卡丘》，出現於萊姆市的神奇寶貝地下競技場，曾經被皮卡丘打敗。
1. 1 2  .   [2019-02-05]. （原始内容存档于1998-06-13） （日语）.